# Propulsore (arma)

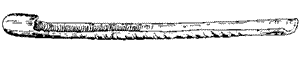
Atlatl in uso presso i nativi americani

Il propulsore, o atlatl, è uno strumento utilizzato per lanciare proiettili come lance o frecce. Esso consente di aumentare la velocità iniziale del proiettile accrescendone la gittata e la forza di penetrazione.

## Descrizione
È formato da un'assicella di lunghezza variabile con un uncino posto ad una delle estremità. Il propulsore consente di prolungare il braccio aumentando la forza e la velocità di lancio, e quindi anche l'energia del proietto. Il proiettile viene appoggiato sul gancio, mentre l'estremità anteriore viene tenuta dalla mano del lanciatore.

## Storia
L'uso del propulsore è attestato in Europa sin dal Paleolitico superiore. I reperti più antichi risalgono al Solutreano superiore (18.000-16.000 anni fa) anche se il maggior numero di testimonianze sono state rinvenute negli strati del Magdaleniano IV (11.400-10.800 anni fa).

## Materiale
I propulsori erano realizzati in legno o in corno di animale e potevano essere scolpiti e riccamente decorati, diventando vere e proprie produzioni artistiche.

## Uso

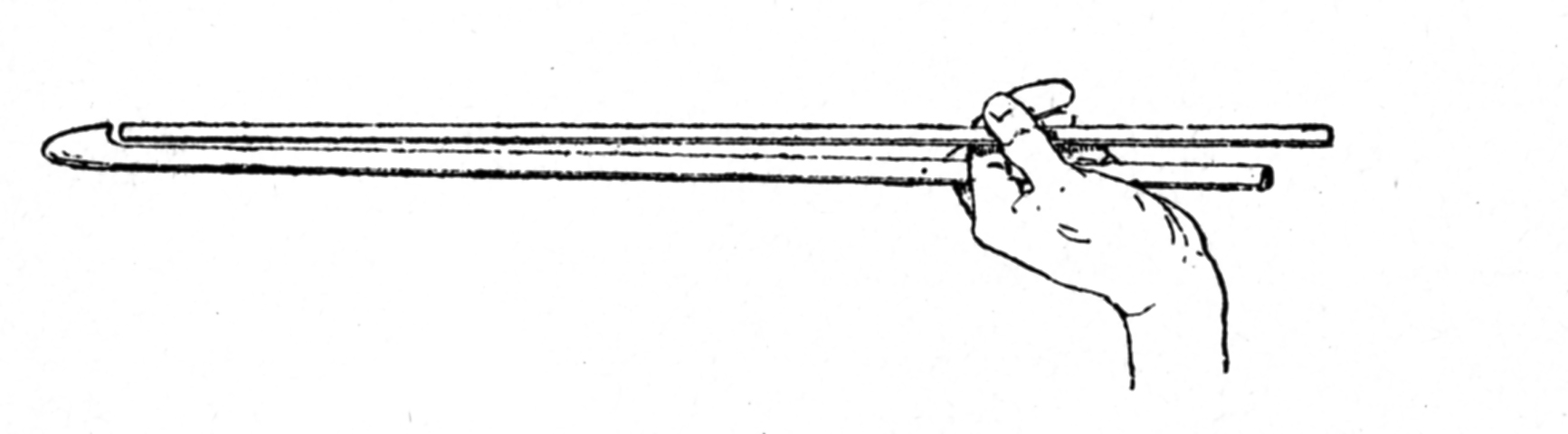
Modo d'impiego di un propulsore

L'uso del propulsore è ampiamente diffuso tra le popolazioni di cacciatori e raccoglitori dell'Artico, così come tra gli aborigeni australiani e le popolazioni indigene americane. I propulsori usati da queste ultime vengono solitamente chiamati atlatl, dal termine usato per definirli in lingua nahuatl.